# アカバ鉄道
アカバ鉄道会社（アカバてつどうがいしゃ、アラビア語: مؤسسة سكة حديد العقبة、英: Aqaba Railway Corporation(ARC)）は、ヨルダン・ハシミテ王国（通称：ヨルダン）南部の鉄道事業者である。
アカバ鉄道は、アカバの港へリン酸塩を輸送するために、1979年に設立された。
当鉄道では、ヒジャーズ鉄道の軌道を使用している。

## 歴史
1908年に、オスマン帝国によってダマスカスからマディーナまでを結ぶヒジャーズ鉄道が建設された。
第一次世界大戦およびオスマン帝国崩壊の後、南マアーンでは鉄道が運行されることはなかった。
ヨルダンでは、ヒジャーズ・ヨルダン鉄道がヒジャーズ鉄道の軌道を使用して運行していた。
1975年に、マアーンからアカバ湾の港町アカバまでの支線が建設された。
1979年に、アカバ鉄道会社 (ARC) が設立され、ヒジャーズ・ヨルダン鉄道より、Abiadからアカバまでのルートを引き継いだ。
ARC の設立目的は、Abiadおよびマアーンの近くにある鉱山からアカバの港へ、リン酸塩を輸送することであった。
ARC では、GE U17C ディーゼル機関車が牽引する貨物列車のみが運行されている。

## ギャラリー

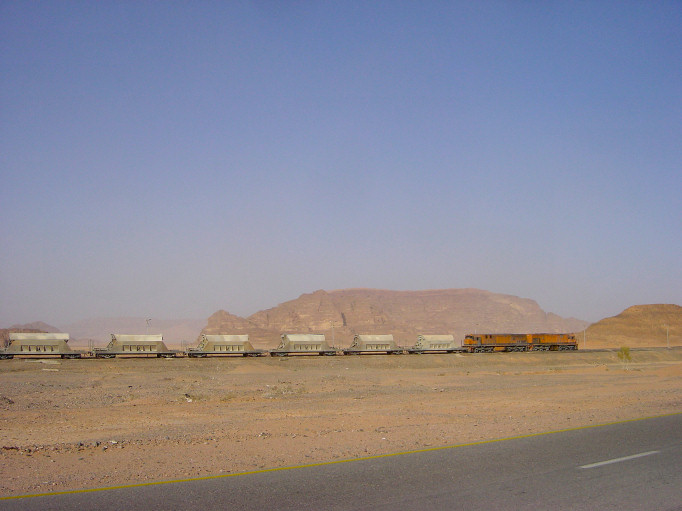
マアーン近くを走行するリン酸塩列車。